# Mahaya Petrosian
Mahaya Petrosian (en persan ماهایا پتروسیان), née le 3 janvier 1970 à Téhéran, est une actrice iranienne.

## Biographie
Diplômée de la faculté de beaux-arts de l'Université de Téhéran, elle commence sa carrière avec le film Eshgh va marg (L'Amour et la Mort) de Mohamad Reza Aalami. Dans L'Acteur de Mohsen Makhmalbaf, elle joue le rôle d'une bohémienne.

## Filmographie
- 1989 : Eshgh va marg (L'Amour et la Mort) de Mohamad Reza Aalami
- 1990 : Pardeye akhar (Le Dernier Acte) de Varouzh Karim Masihi
- 1995 : Hasrate didar (Rendez-vous wistfulness) de Moharam Zeinalzadeh
- 1995 : Sheikh-E-Mofid (Mofid le sheikh) de Fariborz Saaleh
- 1996 : Nabakhshoudeh (Impardonnable) de Iraj Ghaderi
- 1996 : Ghasedak (Des pissenlits) de Ghasem Jafari
- 1997 : Komakam kon (Aide-moi) de Rasoul Molla Gholipour
- 2000 : Haft pardeh (Sept Actes) de Farzad Motamen
- 2000 : Dokhtary be name Tondar (Une fille nommée Tondar) de Hamidreza Ashtianipour
- 2000 : Az samime ghalb (Du fond du cœur) de Bahram Kazemi
- 2002 : Aroosse khosh ghadam (La  Mariée chanceuse) de Kazem Rastgoftar
- 2003 : Molaghat ba Tooty (Rencontre avec perroquet) d'Alireza Davoudnejad
- 2004 : Hashtpa (Octopus) d'Alireza Davoudnejad
- 2004 : Entekhab (Le Choix) de Touraj Mansouri
- 2004-2005 : Pishnehade 50 Miliooni (Proposition de 50 millions) de Mehdi Sabaghzadeh
- 2005 : Zan-e-Badali (Imitation Woman) de Mehrdad Mirfallah
- 2006-2007 : Khabe Leila (Rêve de Leila) de Mehrdad Mirfallah
- 2007 : Mosahebe (L'Entervue) de Bahram Kazemi
- 2008 : Entekhab (Élection) de Tooraj Mansoori